# دایکی سوگیوکا
دایکی سوگیوکا (انگلیسی: Daiki Sugioka؛ زادهٔ ۸ سپتامبر ۱۹۹۸) بازیکن فوتبال اهل ژاپن است.
وی همچنین در تیم ملی فوتبال زیر ۲۰ سال ژاپن بازی کرده‌است.